# Schlacht bei Ayacucho
Die Schlacht von Ayacucho am 9. Dezember 1824 war die entscheidende Schlacht im Unabhängigkeitskrieg der spanischen Kolonien in Südamerika. Die anschließende Kapitulation von Ayacucho, als Generalkapitulation für den gesamten Kontinent gestaltet, beendete den Krieg jedoch nur nominell, da in Oberperu (Alto Peru, heute Bolivien) der Widerstand noch für vier Monate eine Fortsetzung fand.

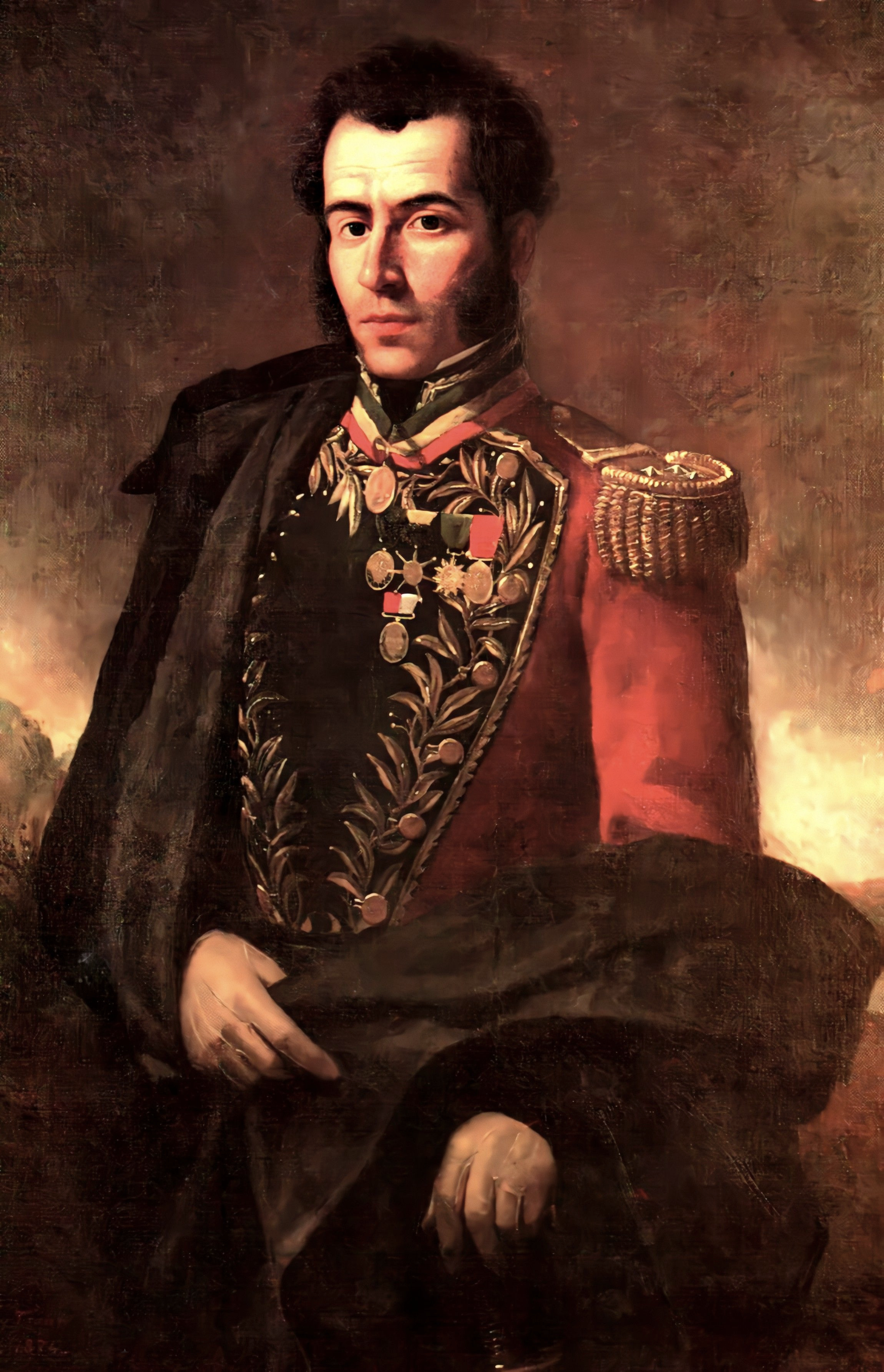
Antonio José de Sucre

## Namensgebung der Schlacht
Ayacucho (Ayak'uchu)  bedeutet auf Quechua „Winkel der Toten“ und bezieht sich auf eine  kleine, rund zwölfhundert Meter lange Hochfläche auf 3200 Metern über dem Meeresspiegel, die sich zwischen dem Berg Condorcunca und Quinua erstreckt. 1437 unterwarf hier Pachacútec Yupanqui, der im darauffolgenden Jahr den Inkathron bestieg, in einer blutigen Schlacht die Wari, die nur wenige Kilometer westlich ihr Kulturzentrum besaßen, und integrierte sie im Tawantinsuyu. Diese Lokalität befindet sich in unmittelbarer Nähe des erörterten Schlachtfelds rund 15 km nordöstlich der Provinzhauptstadt Ayacucho, die damals Huamanga hieß. Am 15. Februar 1825 benannte Simón Bolívar die Stadt und das umliegende Departement per Dekret zu Ehren des Sieges der Patrioten um; bis heute ist allerdings der ursprüngliche Name bei den Einheimischen gebräuchlich.

## Vorgeschichte
Nach dem unzureichenden Erfolg der chilenisch-argentinischen Expedition von José de San Martín zur Unterstützung der peruanischen Separatisten 1820–1822 war Simón Bolívar auf Bitte des Kongresses in Lima nach Peru gekommen, um die Emanzipation des Landes voranzutreiben. Zuerst hatte er die innere Zerrissenheit der Patrioten überwunden und dann seinen Feldzug zur Befreiung Perus vorbereitet. Der erste Teil des Planes sah die Zerschlagung der Norddivision im zentralen Hochland vor, der die Süddivision in Cusco folgen sollte. Mit der Schlacht von Junín am 6. August erreichte das vereinigte Heer aus Großkolumbiern und Peruanern, bei denen etwa 100 Argentinier und Chilenen kämpften, sein erstes Etappenziel und befand sich nun auf der nicht allzu ernsthaft betriebenen Verfolgung des königlichen Heeres Richtung Südosten.

## Ausgangslage der Spanier
José de Canterac, der die Norddivision befehligte, hatte auf seiner Flucht mit den montoneros, lokalen Guerilla-Truppen (etwa Plänkler), vor allem aber mit Desertionen zu kämpfen. Gegen letztere halfen auch die vor allem deswegen in den nächtlichen Lagern aufgestellten Posten wenig. Die Kolonialarmee in Peru setzte sich hauptsächlich aus Indianern und wenigen Schwarzen und Mestizen zusammen. Die Offiziere waren weiße Kreolen, und nur knapp sechs Prozent der Armee, zumeist die oberste Führungsebene, stammte aus Spanien. Angesichts dieser Zusammensetzung ist es nicht verwunderlich, dass Canterac mehr als siebenmal so viele Soldaten auf seiner Flucht verlor wie in der Schlacht von Junín, nämlich rund 2700. Durch Zwangsrekrutierungen konnte er auf dem Weg zu Vizekönig José de la Serna nach Cusco gut ein Drittel wieder ausgleichen.
In Spanien hatte der Neujahrsaufstand von 1820, bei dem Rafael del Riego das für die Rückeroberung Südamerikas bestimmte Heer nach Madrid geführt und Ferdinand VII. auf die Verfassung von 1812 (Verfassung von Cádiz) hatte schwören lassen, zwar eine liberalere Haltung gegenüber den Kolonien erbracht, aber die von der Heiligen Allianz zur Monarchie zurückgezwungenen Franzosen hatten Louis-Antoine duc d’Angoulême mit einem großen Heer nach Spanien entsandt, und Ende 1823 war der Bourbone wieder absoluter Herrscher in Spanien. Nun trug er sich erneut mit dem Gedanken an eine starke Expedition, die möglicherweise nicht nur den Krieg verlängert hätte, sondern schlimmstenfalls zur erneuten Unterwerfung der spanischen Überseebesitzungen geführt hätte. Allerdings war Ferdinand gezwungen, seinen Gegnern im eigenen Land lange und viel Aufmerksamkeit zu schenken. Bolívar waren die Absichten seines Spielkameraden aus der Jugendzeit bekannt und er wusste, dass nur die schnelle Schaffung von Tatsachen diesen königlichen Gedankenspielen ein Ende setzen konnte, was ihn aber nicht daran gehindert hatte, auf Kosten der peruanischen Staatskasse und der Bevölkerung, zugunsten seiner Deformation der öffentlichen Meinung, den Beginn des Feldzugs lange zu verzögern.
Ende September erreichte die Norddivision von Canterac die Gegend um Cusco. De la Serna führte selbst weitere 1800 Soldaten aus der alten Inkahauptstadt zu Canterac, um dessen angeschlagenes Heer aufzufrischen. Südlich und westlich von Cusco ließ er befestigte Stellungen anlegen, um einem möglichen Angriff der Patrioten zu begegnen. Außerdem hatte er die Süddivision von Jerónimo Valdés zurückbeordert, die in Oberperu mit Pedro Antonio Olañeta Krieg führte. Dabei ging es um liberale und republikanische Ideen, denen der Vizekönig anhing, und das Konzept der absoluten Monarchie, für das Olañeta stritt. De la Serna hatte sich 1821 in Kenntnis der Wiedereinführung dieser Verfassung mit der Begründung ins Amt geputscht, er stünde auf Seiten der Monarchie. Olañeta hatte sich Ende des vergangenen Jahres endgültig von der Autorität des Vizekönigs von Peru losgesagt und sich von Ferdinand die Ernennung zum Vizekönig für das Vizekönigreich Río de la Plata beschafft. Argentinien hätte der spanische Aufrührer nie erobern können, aber durch seine Konkurrenz zu den Spaniern in Peru trug er nicht unerheblich zum Erfolg der Patrioten dort bei.
De la Serna ließ Canterac als Stabschef im Oktober das Heer neu ordnen, während der Vizekönig seine Amtsgeschäfte in Cusco derart regelte, dass er die Möglichkeit hatte, eine Zeitlang selbst das königliche Heer gegen die Separatisten zu führen. Jerónimo Valdés übernahm mit seiner aus vier Bataillonen bestehenden Division die Vorhut, während Juan Antonio Monet (vier Bataillone) und Alejandro González Villalobos (fünf Bataillone) die beiden Infanterie-Divisionen kommandierten. Eine Kavallerie-Division unter Valentín Ferraz, vier Regimenter und zwei Schwadronen in zwei Brigaden, sowie vierzehn Geschütze, die Fernando Cacho befehligte, und eine Pionierabteilung vervollständigten das rund neuntausend Mann starke Kolonialheer. Damit begann der Vizekönig in den letzten Oktobertagen einen Marsch gegen das vereinigte Heer der Patrioten.

## Lage der Patrioten
Bolívar ließ sich mit der Verfolgung der spanischen Norddivision Zeit, und einzelne Einheiten befreiten die Dörfer und Städte entlang des Weges, der über Huancayo und Huamanga im September in die Gegend südwestlich von Abancay, der heutigen Provinzhauptstadt von Apurímac, führte. Von hier aus entsandte er Erkundungspatrouillen, die die Spanier östlich des Río Apurímac auskundschaften und gegebenenfalls Orte von der spanischen Herrschaft befreien sollten. Das Gros seines Heeres ließ er Stellung beziehen, da Bolívar es angeordnet hatte, und weil sich die Regenzeit ankündigte, die den Gebrauch von Vorderladern entscheidend einschränkte.
Bolívar rechnete daher damit, dass auch der Vizekönig keine größeren Operationen plante, und begab sich Ende September nach Huancayo. Hier traf er am 6. Oktober ein, errichtete sein Hauptquartier und begann, Verstärkungen für Sucre ausbilden zu lassen. In dieser Lage erreichte Bolívar die von seinem Stellvertreter Francisco de Paula Santander in Bogotá vor dem Kongress eingebrachte Aufforderung, den Oberbefehl des vereinigten Heeres abzugeben. Santander lag das Wohl von Großkolumbien am Herzen, das aller seiner Kräfte für den Wiederaufbau nach fast fünfzehn Jahren Befreiungskrieg bedurfte, während Bolívar wusste, dass nur die vollständige Befreiung des Kontinents das Erreichte sichern würde.
In dem Bewusstsein, dass er in seiner Eigenschaft als Diktatorpräsident von Peru weiterhin die Fäden in der Hand halten würde, und weil er mit Antonio José Sucre einen loyalen Offizier besaß, der ihm zwar an Alter, aber nicht an Fähigkeit und Einsatzwillen nachstand, erfüllte er die Auflagen des Parlaments von Großkolumbien und übergab Sucre den Oberbefehl. Anfangs übermittelte er Sucre Anweisungen und Ratschläge zur Vorgehensweise, aber als sich die Lage zuspitzte, ließ er Sucre freie Hand, da dieser näher am Geschehen war, während Bolívar ab Anfang November an der Küste nördlich von Lima weilte und am 5. Dezember die Hauptstadt besetzte.
Die Truppen der Republik gliederten sich in die Divisionen von José María Córdova aus Großkolumbien mit vier Bataillonen, der Vorhut, der peruanischen unter José de la Mar mit drei, und der ebenfalls in Großkolumbien rekrutierten vier Bataillone unter Jacinto Lara, der die Nachhut bildete. William Miller führte die drei Kavallerieregimenter, die mit zwei Geschützen das über sechstausend Mann starke Heer vervollständigten. Diese Truppen bewegte er im Oktober einige Dutzend Kilometer nach Nordosten, auf Abancay zu, wo er einem eventuellen Angriff der Spanier, mit dem er aber nicht rechnete, begegnen wollte.

## Die Initiative des Vizekönigs
Am 25. Oktober setzte sich die Streitmacht des Königs in Bewegung und überquerte den Río Apurímac. Die Truppen umgingen die Stellungen der Patrioten weit südlich, und Sucre reagierte darauf mit einer geringen Zurückverlagerung seiner Truppen auf Andahuaylas. Er glaubte anfangs nicht an eine größere Operation de la Sernas und verhielt sich entsprechend passiv. Bolívar riet ihm jedoch, den Vizekönig nicht zu weit von sich wegmarschieren zu lassen, da einige spanische Schiffe vor der Südküste Perus lagen, mit denen de la Serna im Verbund mit seinem Heer einiges Unheil hätte anrichten können.
De la Serna hatte jedoch, wie sich bald zeigte, ganz andere Pläne. Er bog von seiner ursprünglich westgerichteten Bewegung nach Norden ab, um Sucre von den Verstärkungen aus dem zentralen Hochland und der Kommunikation mit Bolívar abzuschneiden. Hatte er sich vorher ostsüdöstlich und nach dem Abmarsch südlich des Vereinigten Heeres befunden, so war er Mitte November nordöstlich und sandte am 19. seine Aufklärer ins nördlich gelegene Huamanga. Sucre war von der Bewegung de la Sernas überrascht und dieser wiederum von Sucres Immobilität, da er damit gerechnet hatte, dass die Separatisten ihn an der Einnahme von Huamanga hindern würden.
Sucre räumte seinen Fehler ein und bewegte nun seine Truppen nach Westen. Hier fließt der Río Pampas in ungefähr nordsüdlicher Richtung. An einem Berg nahe dem Örtchen Bómbon, westlich von Andahuaylas, ließ er seine Soldaten eingraben und erwartete die Spanier. De la Serna kam zwar, aber trotz seiner numerischen Überlegenheit schreckte er vor einem Angriff zurück, weil er zu hohe Verluste befürchtete. Er zog sich wieder auf die Westseite des Río Pampas zurück und vollführte Ende November eine Reihe von Bewegungen, die Sucre aus seiner Position locken sollten. Nach einigen Fehlversuchen schickte er Valdés mit der Vorhut am 29. hinter die Stellung der Patrioten. Sucre begriff sofort, dass seine Lage unhaltbar würde, falls er von zwei Seiten angegriffen würde. In der Nacht des 30. November gab er seine Stellung auf und überquerte am Morgen des 1. Dezember nördlich der Position von de la Serna den Fluss.
Als der Vizekönig davon erfuhr, heftete er sich an die Fersen des Vereinigten Heeres und beorderte Valdés zurück zum Hauptkörper seines Heeres. Zeitweise mit Sichtkontakt marschierten die beiden Heere nebeneinander nach Nordnordwesten. Als Valdés am Mittag des 3. Dezember zu de la Serna stieß, befahl ihm dieser den Angriff auf die gerade den Rió Collpahuaico (auch Corpahuaico) überquerenden Republikaner. Diese vehemente Attacke auf die sich in Marschformation befindliche Nachhut von Lara führte nahezu zum Totalverlust des bewährten Rifles-Bataillons und schweren Verlusten beim Bataillon Vargas. Eines der beiden Geschütze musste aufgegeben werden und die Spanier erbeuteten große Teile der Ausrüstung der Separatisten. Der relativ gut zu verteidigende Flussübergang und die hereinbrechende Nacht verhinderten, dass die Patrioten mehr als dreihundert Mann Verluste hatten – zehnmal so viele wie die Spanier.
Sucre blieb keine Wahl als seinen Marsch fortzusetzen, und auch ein Nachtmarsch konnte die hartnäckigen Verfolger nicht abschütteln. Am 6. Dezember erreichte er den Weiler Quinua, gut zehn Kilometer Luftlinie östlich von Huamanga, wo er sein Heer rasten ließ. De la Serna war ihm weiter westlich gefolgt, hatte Huamanga vorsorglich besetzen lassen und war weiter nach Norden vorgestoßen. Am folgenden Tag bog er nach Südosten um und erreichte den Berg Condorcunca, an dessen Hängen er seine Soldaten eine befestigte Stellung errichten ließ.

## Vor der Schlacht

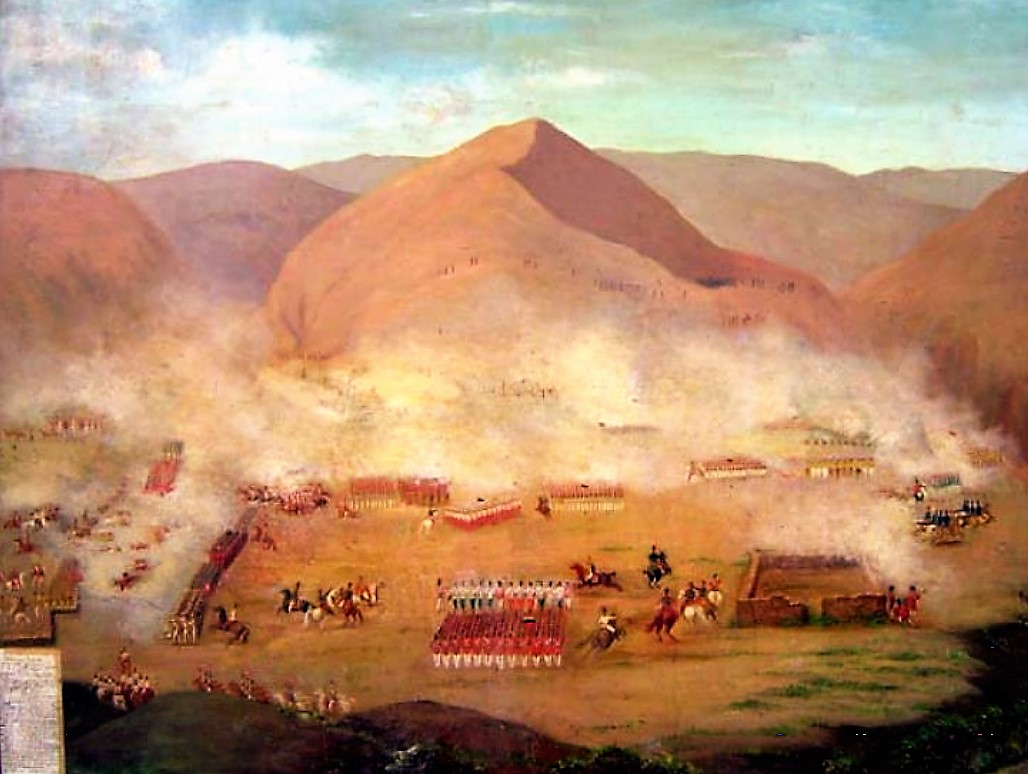
Schlacht von Ayacucho

Aus der Nacht vor der Schlacht wird von wenigen Schusswechseln, aber auch von einem von Alejandro González Villalobos angeregten und von Sucre genehmigten Zusammentreffen von Familienangehörigen zwischen den beiden Heeren berichtet. Weniger aufgrund von unterschiedlichen Ansichten innerhalb von Familien, als mehr von Zwangsrekrutierungen und in beiden Heeren eingesetzten Kriegsgefangenen der jeweils anderen Seite, ließ man die verwandten Soldaten, die unter verschiedenen Flaggen kämpften, einen letzten Abschied feiern.
Die vor allem bei den Spaniern erzwungene Disziplin hatte während der Märsche des Vizekönigs in den vergangenen Wochen zu reichlich Desertionen geführt, so dass von den ursprünglich über 9000 Soldaten nur noch knapp 7000 übriggeblieben waren, die sich den 5780 Patrioten an diesem Morgen zum Kampf stellten. Während sich um neun Uhr die höheren Offiziere mit dem Vizekönig besprachen, wie sie die nun anstehende Schlacht gestalten wollten, stärkte Sucre seine Truppen moralisch mit einem Aufruf: „Soldaten! Von den heutigen Anstrengungen hängt das Schicksal Südamerikas ab, ein weiterer Tag des Ruhmes wird Eure bewundernswerte Standhaftigkeit krönen. Soldaten! Es lebe der Befreier! Es lebe Bolívar, der Retter Perus!“ Mit seinen numerisch unterlegenen Kräften konnte er keinen Angriff bergauf gegen die Royalisten führen, sondern musste deren Initiative abwarten.

## Schlachtverlauf

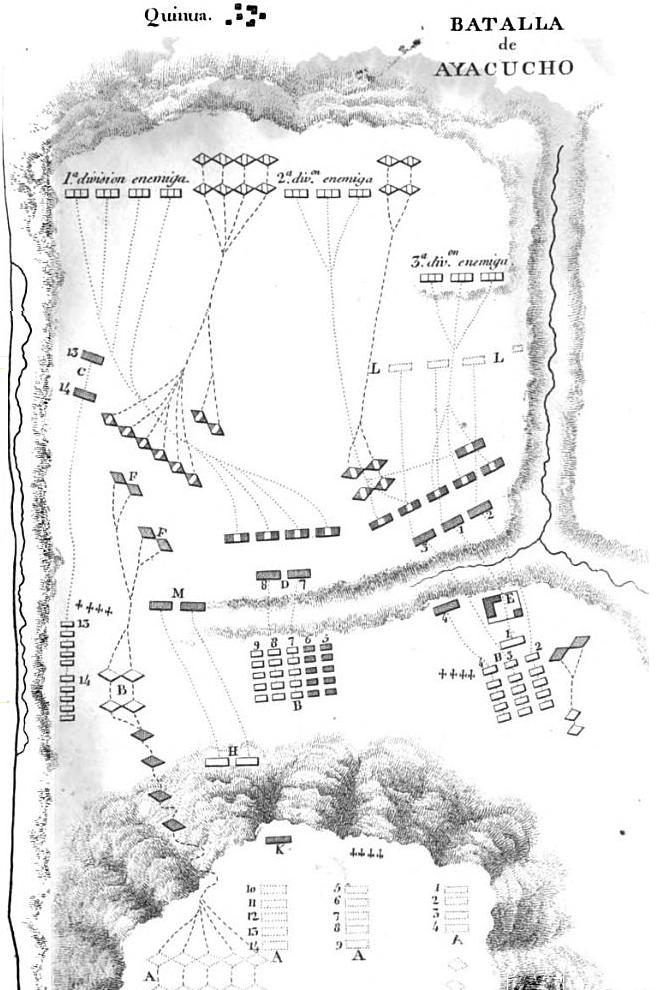
Zeitgenössische Skizze der Schlacht.
A. Position der Royalisten in der Nacht vom 8. auf 9.
B. Aufmarsch für den Angriff der Royalisten
C. Anmarsch von Oberst Rubín de Celis Bataillon
D. Anmarsch und Angriff von Monets Division
E. Angriff von Valdés Vorhut auf das von Unabhängigkeitskämpfern verteidigte Gehöft
F. Angriff der royalistischen Kavallerie
M. und Zersprengung des Gerona Bataillons durch die royalistische Reserve
K. Bataillon Ferdinand VII, letzte royalistische Reserve

Das republikanische Heer hatte nahe dem heutigen Gedenkobelisken Stellung bezogen und erwartete in folgender Formation den Gegner: De la Mars Peruaner standen links, also im Nordwesten, Córdova rechts mit den Großkolumbiern und dazwischen, etwas zurückversetzt, die angeschlagene Division von Lara. Vor dieser hatte Sucre Millers Reiter postiert. De la Sernas Plan sah vor, dass Jerónimo Valdés mit seiner kampferprobten Division die schwache linke Seite mit de la Mars Peruanern angreifen und die beiden anderen Divisionen nachrücken und ihn unterstützen sollten, ebenso wie die bei Bedarf vorzuschickenden zwei Kavalleriebrigaden. Anfangs schien das Kalkül der Spanier aufzugehen, denn als Valdés gegen zehn Uhr vorrückte, gerieten die Peruaner in die vorausberechnete Bedrängnis.
Sucre reagierte mit dem Entsenden seiner Kavallerie und ließ auch Córdova den Peruanern zu Hilfe eilen. Da einerseits Córdova nicht so schnell wie notwendig von der rechten an die linke Flanke gelangen konnte, und Valdés die Division de la Mar weiter zurückgedrängt hatte als beabsichtigt, gelangte zuerst nur ein einzelnes spanisches Bataillon auf das Schlachtfeld und wurde von der Division Córdova aufgerieben. Da dies aber ebenfalls Zeit gekostet hatte und die Spanier nun ebenfalls eine ganze Division nach vorne warfen, beorderte Sucre die Division Lara mit Ausnahme der Rifles zu den Peruanern nach links.
Die Spanier führten später an, dass das Gelände von Murenabgängen bedeckt gewesen sei und sie daher nur langsam zum Gefechtsort vordringen konnten. Diese geländebedingten Schwierigkeiten mussten auch als Begründung dafür herhalten, dass die einzelnen Divisionen – und sogar einzelne Teile daraus – nacheinander auf dem Schlachtfeld eintrafen. José María Córdova jedenfalls trieb die Königstreuen mit seinem jugendlichen Elan und dem Bajonett vor sich her. Damit verhinderte er den Entsatz, auf den Valdés vertraut hatte, als die Peruaner von Teilen der Division Lara unterstützt wurden. Córdova zersprengte mit Hilfe einiger Kavallerieeinheiten, die Miller geschickt hatte, die erste Brigade der Division Monet, die Kavallerieunterstützung von Ferraz erhalten hatte. Anschließend traf die Division Villalobos ein, die Córdova ebenfalls besiegte. Die königlichen Verbände begannen nun, sich aufzulösen, und Sucre schickte daraufhin seine Reserven auf das Schlachtfeld. Auch Valdés blieb nur noch der Rückzug, den er jedoch genauso wenig wie seine Kollegen im Zentrum der Schlacht geordnet zuwege brachte. Verfolgt vor allem von der Kavallerie, denn Córdova und seine Soldaten benötigten dringend eine Pause, flohen die Königstreuen in ihre Stellungen am Condurcunca. Die Verfolgung nach den Erfolgen von Córdova war derart schnell, dass der hinter den Linien mit Reserve und Artillerie stehende Vizekönig selbst gezwungen war zu kämpfen, bevor er verletzt in Gefangenschaft geriet.

## Bilanz und Folgen der Schlacht
In der dreistündigen Schlacht verloren gut 300 Patrioten ihr Leben und über 600 Mann erlitten Verwundungen. Die Spanier hingegen hatten 1800 Tote und 700 Verwundete zu beklagen, zu denen noch auf dem Schlachtfeld 1000 Gefangene kamen. Dieses Missverhältnis auf Seiten der Spanier ist durch ein nachträgliches Massaker auf dem Schlachtfeld zu erklären.
Am Berghang über dem Ort des Zusammentreffens berieten derweil die übriggebliebenen höheren Offiziere der Spanier über ihr weiteres Vorgehen. Valdés und andere hätten den Kampf gerne fortgesetzt, da sich noch einige intakte Garnisonen vor allem an der Südküste Perus befanden, über tausend Royalisten der Niederlage entkommen waren und Oberperu immer noch spanisch kontrolliert war. Stabschef Canterac favorisierte jedoch die Kapitulation des ganzen Vizekönigreiches, da eine Fortsetzung der Kämpfe das Ende der Kolonialherrschaft Spaniens nur verzögert, aber nicht abgewendet hätte. Gegen 17 Uhr traf der Überläufer José de la Mar im Lager des königlichen Heeres ein und übermittelte das Angebot Sucres für eine ehrenvolle Kapitulation. Das gab den Ausschlag und Canterac unterzeichnete als Ranghöchster im Namen de la Sernas die Kapitulationsurkunde. Hier gingen weitere tausend Soldaten in Kriegsgefangenschaft.
Sucre setzte einige Tage später seinen Marsch auf Cusco fort und begab sich mit einem Teil seiner Truppen auch in andere Städte in Südperu. 1825 widmete er sich Oberperu, wo sich nur die Spanier untereinander Kämpfe lieferten, als er mit breiter Unterstützung und einem ständig wachsenden Heer nach Süden zog. Pedro Antonio Olañeta wurde (ob nun mit oder ohne Schlacht) in Tumusla von seinen eigenen Leuten am 1. März erschossen. Damit endete offiziell der Befreiungskrieg, aber noch über Jahre leisteten hartnäckige Royalisten lokal Widerstand, der immer wieder militärisch niedergeschlagen wurde.
Die spanischen Offiziere von Ayacucho erhielten Privilegien, solange sie sich in Südamerika befanden, und Bolívar genehmigte ihre Ausreise nach Spanien. Dort allerdings wurde eine Untersuchung wegen Freimaurertums eingeleitet (was gleichbedeutend mit dem Vorwurf ist, sie hätten die Unabhängigkeitsbestrebungen unterstützt). In der Tat stellt sich die Frage, wieso de la Serna und seine Offiziere die numerische Überlegenheit nicht besser nutzten und Sucres Armee mit einem konzentrierten Angriff aufrieben. Damals endeten die Untersuchungen mit Freisprüchen vor Gericht, aber eine starke Historikerfraktion spricht vom „Verrat von Ayacucho“ und meint damit, dass das Ergebnis der Schlacht bereits vorher ausgehandelt worden sei und das Treffen auf der Hochebene von Ayacucho daher lediglich ein blutiges Schauspiel für den König ohne wahren Wert gewesen sei. Auch Olañeta schrieb am 8. Januar 1825, dass die Verbrechen (gegen den König) von de la Serna und den Unterzeichnern der Kapitulation lange zurückliegen, aber in Quinua (Ayacucho) vollendet wurden. Ungewöhnlich ist sicher auch, dass die Unterlegenen den Bericht der Sieger gegenlasen, bevor er veröffentlicht wurde.

„Excellenz! Die Convention, die ich Ew. Excell. zu uebersenden die Ehre habe, ist auf dem Schlachtfelde, wo das Befreyungsheer die Unabhängigkeit von Peru mit seinem Blute besiegelt hat, unterzeichnet worden; diese Convention, welche der Republik den Frieden verbürgt, ist die glänzende Frucht des Sieges von Ayacucho. Die verbündete Armee empfindet das lebhafteste Vergnügen, indem sie Ew. Exc. das in einem kaum fünfmonathlichen Feldzuge Ihrer Autorität unterworfene gesammte peruanische Gebieth darbiethet. Die gesammte spanische Armee, alle Provinzen, die sie in dieser Republik innehatte, die festen Plätze, das Geschütz, die Magazine und fünfzehn spanische Generäle – dieß snd die Trophäen, welche das verbündete Heer Excellenz überreicht; sie sind des gefeyerten Erretters von Peru würdig, der uns vom Schlachtfelde bey Junin aus, das Schlachtgefilde bey Ayacucho, als den Ort, wo wir uns mit Ruhm bedecken würden, zeigte, Der Himmel erhalte Ew. Excellenz!“